# Луциківська сільська рада
Лу́циківська сільська́ ра́да — колишній орган місцевого самоврядування в Білопільському районі Сумської області. Адміністративний центр — село Луциківка.

## Загальні відомості
- Населення ради: 644 особи (станом на 2001 рік)

## Населені пункти
Сільській раді підпорядковані населені пункти:
- с. Луциківка
- с. Птиче
- с. Болотишине

## Склад ради
Рада складалася з 12 депутатів та голови.
- Голова ради:
- Секретар ради: Мовчан Ірина Іванівна

### Керівний склад попередніх скликань
| Прізвище, ім'я, по батькові | Основні відомості                                    | Дата обрання | Дата звільнення |
| --------------------------- | ---------------------------------------------------- | ------------ | --------------- |
| Пугачова Світлана Андріївна | Сільський голова, 1956 року народження, позапартійна | 26.03.2006   | 01.08.2008      |
| Дрозд Юрій Іванович         | Сільський голова, 1963 року народження, безпартійний | 15.03.2009   | 31.10.2010      |

Примітка: таблиця складена за даними сайту Верховної Ради України